# Акжарський район
Акжа́рський район (каз. Ақжар ауданы, рос. Акжарский район) — адміністративна одиниця у складі Північноказахстанської області Казахстану. Адміністративний центр — село Талшик.

## Географія
Район розташований у степовій зоні у підзоні посушливих різнотравно-ковильних, помірно посушливих і сухих степів. Основними типами ґрунтів території району є чорноземи південні, чорноземи звичайні, лугово-чорноземні, лугові, лугово-болотні, солонці і солоді. На території району протікає річка Ашису (протяжністю 80 км), що бере початок за межами району. Наявний також ряд озер, що в основному заповнюються талими і ґрунтовими водами.

## Населення
Населення — 13744 особи (2021; 18975 у 2009, 27176 у 1999, 37942 у 1989).
Національний склад (станом на 2015 рік):
- казахи — 13611 осіб (78,09 %)
- росіяни — 2424 особи (13,91 %)
- українці — 497 осіб
- німці — 239 осіб
- білоруси — 228 осіб
- татари — 207 осіб
- поляки — 57 осіб
- чеченці — 19 осіб
- башкири — 14 осіб
- чуваші — 13 осіб
- азербайджанці — 8 осіб
- мордва — 8 осіб
- узбеки — 4 особи
- вірмени — 2 особи
- інгуші — 2 особи
- литовці — 2 особи
- інші — 96 осіб

## Історія
Ленінський район був утворений 1974 року у складі Кокчетавської області.
1988 року Ленінський район був ліквідований та приєднаний до складу Ленінградського району.
13 вересня 1990 року Ленінський район був відновлений та виділений зі складу Ленінградського району.
2 травня 1997 року Ленінградський район був ліквідований, територія увійшла до складу Ленінського району, район перейменовано в Акжарський. 3 травня 1997 року район увійшов до складу Північноказахстанської області.

## Склад

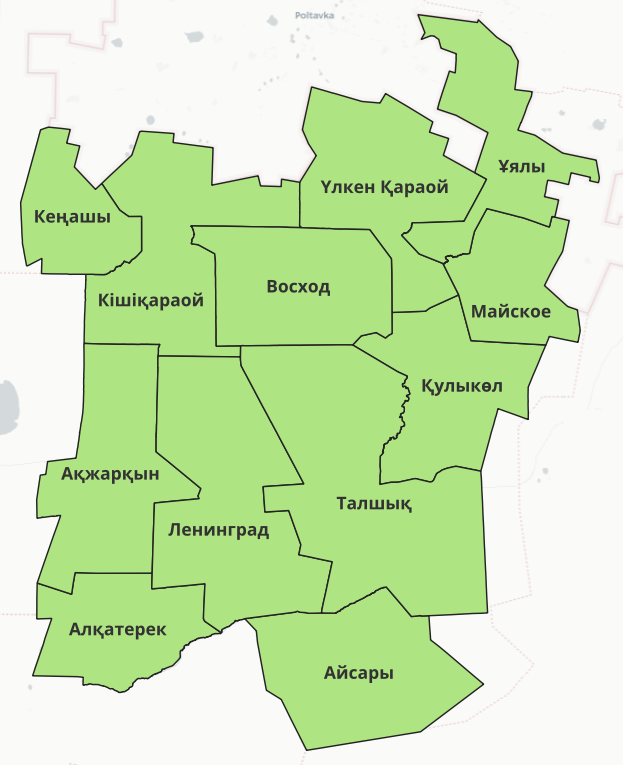
АТП району

До складу району входять 12 сільських округів:
| Поселення                          | Площа, км² | Населення, осіб (1989) | Населення, осіб (1999) | Населення, осіб (2009) | Населення, осіб (2021) | Центр         | Населені пункти |
| ---------------------------------- | ---------- | ---------------------- | ---------------------- | ---------------------- | ---------------------- | ------------- | --------------- |
| Айсарінський сільський округ       | 726,97     | 1247                   | 927                    | 331                    | 235                    | Айсарінське   | 1               |
| Акжаркинський сільський округ      | 740,47     | 2500                   | 1780                   | 1285                   | 789                    | Акжаркин      | 2               |
| Алкатерецький сільський округ      | 478,52     | 1543                   | 1142                   | 904                    | 539                    | Алкатерек     | 1               |
| Восходський сільський округ        | 611,20     | 2074                   | 1348                   | 609                    | 387                    | Восходське    | 2               |
| Кенащинський сільський округ       | 331,00     | 1500                   | 965                    | 613                    | 328                    | Кенащи        | 2               |
| Кішикараойський сільський округ    | 785,30     | 2945                   | 1982                   | 1421                   | 784                    | Бостандик     | 2               |
| Куликольський сільський округ      | 585,65     | 1953                   | 1576                   | 1171                   | 937                    | Куликоль      | 2               |
| Ленінградський сільський округ     | 930,98     | 8741                   | 6167                   | 4840                   | 3295                   | Ленінградське | 3               |
| Майський сільський округ           | 367,76     | 1846                   | 1119                   | 556                    | 411                    | Майське       | 1               |
| Талшицький сільський округ         | 1283,28    | 7134                   | 5774                   | 4802                   | 4655                   | Талшик        | 4               |
| Улькен-Караойський сільський округ | 727,18     | 2925                   | 2317                   | 1412                   | 868                    | Баймирза      | 2               |
| Уялинський сільський округ         | 474,85     | 3534                   | 2079                   | 1031                   | 516                    | Уяли          | 2               |

## Найбільші населені пункти
Населені пункти з чисельністю населення понад 1000 осіб:
| № | Населений пункт | Населення, осіб (1989) | Населення, осіб (1999) | Населення, осіб (2009) | Населення, осіб (2021) |
| - | --------------- | ---------------------- | ---------------------- | ---------------------- | ---------------------- |
| 1 | Талшик          | 4535                   | 4074                   | 3754                   | 3988                   |
| 2 | Ленінградське   | 6143                   | 4233                   | 3509                   | 2296                   |